# Емельянцев, Дмитрий Анатольевич
Дмитрий Анатольевич Емельянцев (род. 19 марта 1977, Москва) — российский хоккеист, нападающий.

## Биография
Воспитанник СДЮШОР московского «Динамо». Начинал играть за «Динамо-2» (1993/94 — 1996/97). За первую команду провёл два матча в МХЛ — 10 марта и 24 ноября 1995 года. Играл за «Нефтяник» Альметьевск (1996/97, 1997/98), «Нефтехимик-2» Нижнекамск, «Нефтехимик» — 1 игра (1997/98), «Витязь» Подольск-Чехов (1997/98).
В сезоне 1998/99 играл в UHL за «Маскигон Фьюри» и «Мохок Вэлли Праулерз».
Участник чемпионата Европы среди юниоров 1995 года, сыграл 10 матчей за юниорскую сборную.